# 蔡淑君
蔡淑君（1970年3月5日—），中華民國政治人物，中國國民黨籍，新北市林口區人，1998年當選臺北縣林口鄉民代表並連任後，曾以親民黨籍參與林口鄉長選舉落敗。後來又以選區第三高票成功轉戰縣議會，2010年連任首屆新北市議員（林口、五股、泰山、新莊）並於2014年其所屬的中國國民黨選情不佳之際再奪選區第二高票，2018年更衝上選區最高票，2022年在分拆後的五泰林選區蟬聯最高票，順利五連霸。

## 選舉

### 2010年新北市議員選舉

#### 新北市第二選舉區（林口區、五股區、泰山區、新莊區）
- 應選出名額：10席，含婦女保障名額：2席
- 選舉人數：470,882
- 投票數（投票率）：336,923（71.55%）
- 有效票（比率）：330,336（98.05%），無效票（比率）：6,587（1.95%）

| 號次 | 候選人   | 性別 | 政黨         | 得票數 | 得票率 | 當選標記 |
| ---- | -------- | ---- | ------------ | ------ | ------ | -------- |
| 1    | 陳文治   | 男   | 民主進步黨   | 26,695 | 8.08%  |          |
| 2    | 宋明宗   | 男   | 中國國民黨   | 19,621 | 5.93%  |          |
| 3    | 張晉婷   | 女   | 民主進步黨   | 24,155 | 7.31%  |          |
| 4    | 何淑峯   | 女   | 民主進步黨   | 25,885 | 7.83%  |          |
| 5    | 蔣根煌   | 男   | 中國國民黨   | 25,078 | 7.59%  |          |
| 6    | 蔡淑君   | 女   | 中國國民黨   | 21,789 | 6.59%  |          |
| 7    | 王月櫻   | 女   | 無黨籍       | 3,669  | 1.11%  |          |
| 8    | 黃林玲玲 | 女   | 中國國民黨   | 24,693 | 7.47%  |          |
| 9    | 李國書   | 男   | 中國國民黨   | 13,652 | 4.13%  |          |
| 10   | 蘇立傑   | 男   | 無黨籍       | 10,927 | 3.30%  |          |
| 11   | 陳科名   | 男   | 民主進步黨   | 20,475 | 6.19%  |          |
| 12   | 劉新龍   | 男   | 無黨籍       | 10,266 | 3.10%  |          |
| 13   | 葉正森   | 男   | 無黨籍       | 8,096  | 2.45%  |          |
| 14   | 賴秋媚   | 女   | 民主進步黨   | 19,808 | 5.99%  |          |
| 15   | 陳明義   | 男   | 中國國民黨   | 20,206 | 6.11%  |          |
| 16   | 許主峯   | 男   | 無黨籍       | 2,680  | 0.81%  |          |
| 17   | 吳原豪   | 男   | 中國國民黨   | 19,209 | 5.81%  |          |
| 18   | 蔡健棠   | 男   | 無黨籍       | 15,943 | 4.82%  |          |
| 19   | 蔡昌碩   | 男   | 無黨籍       | 11,914 | 3.60%  |          |
| 20   | 黃厚經   | 男   | 台灣團結聯盟 | 5,575  | 1.68%  |          |

### 2014年新北市議員選舉

#### 新北市第二選舉區（林口區、五股區、泰山區、新莊區）
- 應選出名額：10席，含婦女保障名額：2席
- 選舉人數：507,042
- 投票數（投票率）：311,154（61.37%）
- 有效票（比率）：305,321（98.13%），無效票（比率）：5,833（1.87%）

| 號次 | 候選人   | 性別 | 政黨         | 得票數 | 得票率 | 當選標記 |
| ---- | -------- | ---- | ------------ | ------ | ------ | -------- |
| 1    | 蔡健棠   | 男   | 中國國民黨   | 20,218 | 6.62%  |          |
| 2    | 宋明宗   | 男   | 中國國民黨   | 24,326 | 7.97%  |          |
| 3    | 陳明義   | 男   | 中國國民黨   | 20,466 | 6.70%  | 遞補     |
| 4    | 何淑峯   | 女   | 民主進步黨   | 24,987 | 8.18%  |          |
| 5    | 賴秋媚   | 女   | 民主進步黨   | 21,927 | 7.18%  |          |
| 6    | 董吉誠   | 男   | 無黨籍       | 1,521  | 0.50%  |          |
| 7    | 鍾宏仁   | 男   | 民主進步黨   | 40,858 | 13.38% |          |
| 8    | 張晉婷   | 女   | 台灣團結聯盟 | 26,625 | 8.72%  | 當選無效 |
| 9    | 黃林玲玲 | 女   | 中國國民黨   | 25,082 | 8.21%  |          |
| 10   | 蔣根煌   | 男   | 中國國民黨   | 22,188 | 7.27%  |          |
| 11   | 陳文治   | 男   | 民主進步黨   | 20,481 | 6.71%  |          |
| 12   | 陳科名   | 男   | 民主進步黨   | 27,269 | 8.93%  |          |
| 13   | 蔡淑君   | 女   | 中國國民黨   | 29,373 | 9.62%  |          |

### 2018年新北市議員選舉

#### 新北市第二選舉區（林口區、五股區、泰山區、新莊區）
- 應選出名額：11席 ，含婦女保障名額：2席
- 選舉人數：539,439
- 投票數（投票率）：345,559（64.06%）
- 有效票（比率）：335,889（97.20%），無效票（比率）：9,670（2.80%）

| 號次 | 候選人   | 性別 | 政黨       | 得票數 | 得票率 | 當選標記 |
| ---- | -------- | ---- | ---------- | ------ | ------ | -------- |
| 1    | 張舒婷   | 女   | 基進黨     | 3,444  | 1.03%  |          |
| 2    | 宋明宗   | 男   | 中國國民黨 | 20,672 | 6.15%  |          |
| 3    | 陳明義   | 男   | 中國國民黨 | 34,895 | 10.39% |          |
| 4    | 鍾宏仁   | 男   | 民主進步黨 | 21,500 | 6.40%  |          |
| 5    | 張志宏   | 男   | 無黨籍     | 9,383  | 2.79%  |          |
| 6    | 何淑峯   | 女   | 民主進步黨 | 17,918 | 5.33%  | 因案解職 |
| 7    | 蔡健棠   | 男   | 中國國民黨 | 25,195 | 7.50%  |          |
| 8    | 賈伯楷   | 男   | 台灣綠黨   | 5,324  | 1.59%  |          |
| 9    | 陳科名   | 男   | 民主進步黨 | 19,245 | 5.73%  |          |
| 10   | 張晉婷   | 女   | 無黨籍     | 9,045  | 2.69%  |          |
| 11   | 蔡淑君   | 女   | 中國國民黨 | 38,004 | 11.31% |          |
| 12   | 胡世和   | 男   | 無黨籍     | 2,996  | 0.89%  |          |
| 13   | 唐聖捷   | 男   | 時代力量   | 13,929 | 4.15%  | 遞補     |
| 14   | 蔣根煌   | 男   | 中國國民黨 | 25,951 | 7.73%  |          |
| 15   | 林一郎   | 男   | 無黨籍     | 397    | 0.12%  |          |
| 16   | 黃林玲玲 | 女   | 中國國民黨 | 17,941 | 5.34%  |          |
| 17   | 施嘉榮   | 男   | 無黨籍     | 13,001 | 3.87%  |          |
| 18   | 賴秋媚   | 女   | 民主進步黨 | 18,977 | 5.65%  |          |
| 19   | 林麗蓉   | 女   | 正黨       | 281    | 0.08%  |          |
| 20   | 陳文治   | 男   | 民主進步黨 | 22,385 | 6.66%  |          |
| 21   | 劉欣宜   | 女   | 無黨籍     | 13,601 | 4.05%  |          |
| 22   | 黃偉榮   | 男   | 無黨籍     | 269    | 0.08%  |          |
| 23   | 朱約翰   | 男   | 無黨籍     | 118    | 0.04%  |          |
| 24   | 張中韋   | 男   | 無黨籍     | 1,418  | 0.42%  |          |

### 2022年新北市議員選舉

#### 新北市第二選舉區（林口區、五股區、泰山區）
- 應選出名額：4席 ，含婦女保障名額：1席
- 選舉人數：229,451
- 投票數（投票率）：126,320（55.05%）
- 有效票（比率）：124,431（98.50%），無效票（比率）：1,889（1.50%）

| 號次 | 候選人 | 性別 | 政黨       | 得票數 | 得票率 | 當選標記 |
| ---- | ------ | ---- | ---------- | ------ | ------ | -------- |
| 1    | 李宇翔 | 男   | 民主進步黨 | 23,558 | 18.93% |          |
| 2    | 郭原佑 | 男   | 無黨籍     | 1,466  | 1.18%  |          |
| 3    | 蔡淑君 | 女   | 中國國民黨 | 28,783 | 23.13% |          |
| 4    | 董俊宏 | 男   | 台灣基進   | 889    | 0.71%  |          |
| 5    | 陳明義 | 男   | 中國國民黨 | 26,511 | 21.31% |          |
| 6    | 宋明宗 | 男   | 中國國民黨 | 21,587 | 17.35% |          |
| 7    | 賴秋媚 | 女   | 民主進步黨 | 20,201 | 16.23% |          |
| 8    | 黃琦翔 | 男   | 臺灣民眾黨 | 1,436  | 1.15%  |          |

## 爭議事件

### 關說指控
- 2009年10月2日被控幫選民關說緩拆或免拆違建，將她約談到案訊後飭回。蔡淑君表示，關切違建是選民服務，很遺憾被誤會，對她而言很不公平，希望司法能夠查明一切，還她清白。先前地方上也有人誤信類似謠言，還四處宣揚，後來弄清楚根本與她無關後，這名人士以登報道歉及宴請地方人士的方式向她賠罪，如今又發生這樣的事件，令她沮喪，很擔心長期在地方努力、服務基層所累積的聲譽毀於一旦。蔡淑君坦承，財務狀況不好，但並不代表就會違法。她強調自己的服務有口皆碑，如果自己貪財，又怎會捐出超過100萬元給學校當營養午餐？[2]2010年7月予不起訴。
- 2011年8月13日胞弟蔡宗宏因酒駕被警方開單，事後與媒體記者發生衝突，新北市議員蔡淑君說明，她獲知弟弟和媒體記者發生衝突，嚇了一跳，後來得知雙方相互提告，還主動要求警方秉公處理，不能因為她具有民代身分而有所偏袒；蔡淑君強調，弟弟發生酒駕事件後，得知林口分駐所所長調職，她一度誤以為和弟弟酒駕有關；經向警察局查詢，警方告訴她，林口分駐所所長調警備隊長是升官，不是降調。不知為何現在又被傳成是她施壓將所長調職，對此，她也感到莫名其妙。[3]

### 無牌車事件
- 2011年11月12日參加林口區頭湖國小啟用典禮後，坐上沒懸掛車牌的休旅車離去，被眼尖民眾自車後錄影，並PO上YouTube。事後蔡淑君說，車子是新買的，還沒拿到車牌，但有請領臨時牌，都放置在前、後擋風玻璃內，身為民代，她不可能知法犯法，她強調，臨時車牌都有紀錄，不可能造假，況且既已申領臨時車牌，不可能刻意不掛。但YouTube影片顯示，車後既無牌照，後方玻璃也看不出裡面有沒有臨時車牌，因而引起網友議論；蔡淑君研判，可能因後擋風玻璃貼了隔熱紙，才無法從車外看見，因而誤會。[4]對於自由時報相關報導，蔡淑君說：「它標題這樣下，對我來說是一個嚴重的誹謗，我們會去按鈴控告」等語，自由時報社會新聞中心代主任賴仁中表示，本報報導有所本，也採訪刊出蔡議員說法，新聞處理符合專業與法律規範，對蔡議員的指摘表示遺憾。不過，蔡淑君的臨時車牌，有效期限為11月4日至11月8日這5天，12日當天開出門早已失效。對此蔡淑君說，「真的很抱歉，我沒有去注意到很細的細節，知道之後，我們車子就沒有開了。」她還再度澄清，新買的公務車因選號等候車牌，已依法掛上臨時車牌，只是沒注意到臨時車牌用到過期。她說，自己粗心造成的違失，願意在取車牌時繳清罰款。[5]

### 違停事件
- 2014年1月2日晚上7時左右，一位匿名民眾在三重區正義北路上看到一輛銀色轎車，停放在一處殘障專用停車位內，但是該車車窗不但沒貼殘障專用停車證，還同時貼有「新北市議會議員車輛證」、「交通部國道高速公路局車輛通行證」，讓他感到相當不滿，生氣直呼：「難道議員就可違規停車嗎？」隨後拍照存證向平面媒體投訴。經媒體追查後才發現，這名車主是林口區的議員蔡淑君。她事後解釋，當時是因司機尿急，趕著找地方「解放」，才沒發現是殘障專用停車格，對此向社會大眾道歉。[6]

### 賄選事件
- 2022年12月14日被爆出疑似透過建設公司免費幫社區鋪設地磚、修剪花木等修繕工程對社區住戶賄選，新北地檢署上週五指揮調查局新北市調查處、新北市政府警察局刑事警察大隊、內政部移民署北區事務大隊新北市專勤隊發動搜索，並約談包含蔡淑君在內的6名被告與8名證人，訊後依違反公職人員選舉罷免法，諭令蔡淑君100萬元交保。[7]
- 2022年12月28日國民黨新北市議員當選人蔡淑君，涉嫌透過建設公司或園藝商，免費幫社區鋪設地磚、修剪花木等修繕工程，涉嫌對社區住戶團體賄選；另外，民進黨新北市議員當選人黃俊哲的父親黃忠信及辦公室主任唐龍輝，涉嫌以高級禮盒替黃賄選，新北地檢署今日依違反公職人員選舉罷免法起訴蔡淑君及黃忠信、唐龍輝等人，並對蔡淑君及黃俊哲提當選無效之訴。[8]
- 2023年8月24日，合議庭認為修繕工程擴及公眾使用，難認定影響投票，法院判決一審結果蔡淑君無罪[9][10]。

## 外部連結
- 新北市議員蔡淑君YouTube （页面存档备份，存于）
- 新北市議員蔡淑君全球資訊網 （页面存档备份，存于）
- 新北市-幸福都市的象徵服務4G網